# Szenc természetföldrajzi és társadalomföldrajzi jellemzése

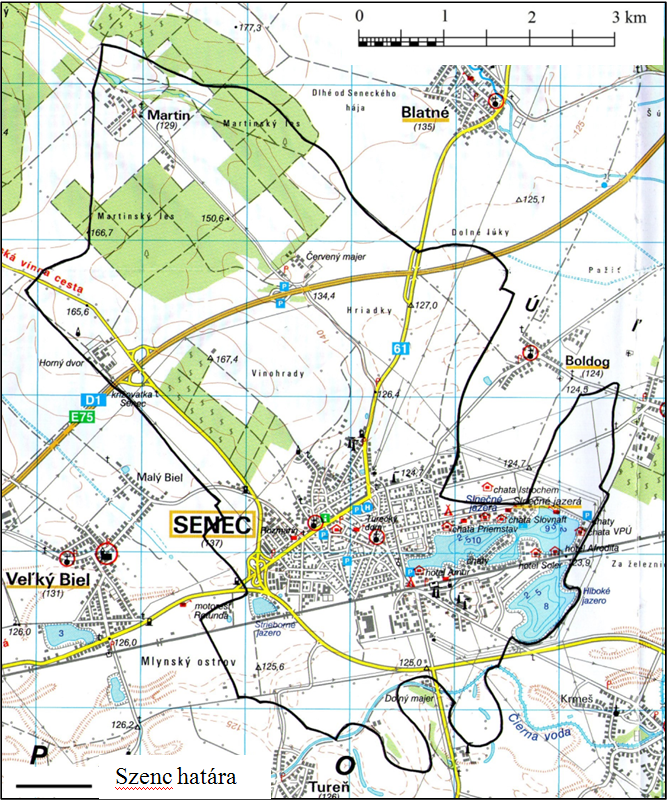
Szenc a turisztikai térképen /2003/

## Szenc területi meghatározása

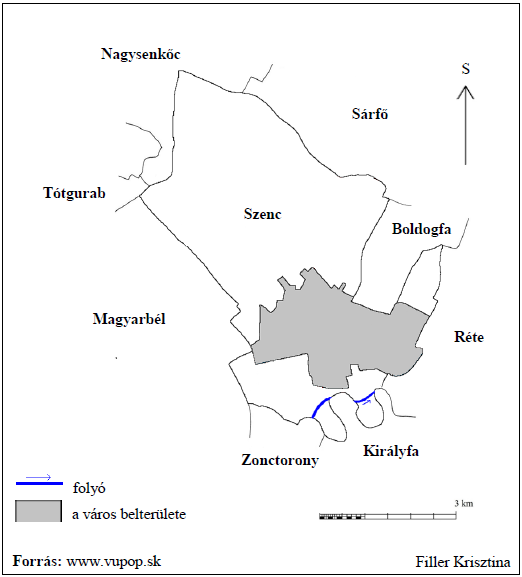
Szenc területi meghatározása

Szenc területe Nyugat – Szlovákiában, a fővárostól, Pozsonytól 14 kilométerre keletre található. Közigazgatási szempontból Szenc a Pozsonyi kerületbe, ezen belül a Szenci járásba tartozik. Szomszédos falvak: Nagysenkőc /szlovákul: Šenkvice/, Sárfő /szlovákul: Blatné/, Boldogfa /szlovákul: Boldog/, Réte /szlovákul: Reca/, Királyfa /szlovákul: Kráľová pri Senci/, Zonctorony /szlovákul: Tureň/, Magyarbél /szlovákul: Veľký Biel/, Tótgurab /szlovákul: Slovenský Grob/.
A terület északi része a Dunamenti-dombságon, a déli pedig a Dunamenti-síkságon 124,7 m és 167,4 m közötti tengerszint feletti magasságban található. Tavai: Napfényes-tavak, Gulyáska /nem hivatalos megnevezés/, Ezüst-tó, Kövécstó. A déli részén folyik a Fekete-víz, amely a Kis-Dunába torkollik.
A város külterülete a következő matematikai – geográfiai koordinátákkal van határolva: 48º 11´ 36´´ é. sz. és 48º 16´ 15´´ é. sz. és 17º 20´ 53´´ k. h. és 17º 26´ 34´´ k. h. A város belterületét a következő matematikai – geográfiai koordináták határolják: 48º 12´ 25´´ é. sz. és 48º 13´ 49´´ é. sz. és 17º 23´ 8´´ k. h. és 17º 26´ 16´´ k. h.
A városon rövid távon halad át az E 571-es első osztályú út, amely Pozsonyt köti össze Szereddel. A városon áthalad a Pozsony – Nagyszombat közötti másodosztályú E 61-es, valamint a Malacka – Somorja közötti 503-as másodosztályú út. A másodosztályú utak a D1-es autópályát és a várost összekötő utak. A városon egy, európai fontosságú vasútvonal halad át /a négyes számú Berlin – Pozsony – Balkán vonal/.

## Szenc természetföldrajzi jellemzése

### Szenc éghajlata

#### Éghajlati területek
Az éghajlat vagy klíma valamely hely vagy földrajzi táj hosszútávra jellemző időjárási viszonyainak összessége, az időjárás elemeinek hosszabb időn át történő ismétlődése. 
Szenc város területe éghajlati szempontból a kontinentális-európai rész, enyhe éghajlati övezetébe tartozik. A besorolás szempontjából a vizsgált terület a meleg éghajlati övezet meleg éghajlati körzetébe tartozik, ahol a nappali maximum több mint 25 °C és átlagosan több mint 50 nap a nyári napok száma. A meleg éghajlati körzet enyhén száraz, enyhe téllel. Az átlaghőmérséklet januárban - 3 °C alatt van.
Szenc városának területe az éghajlati osztályozás szerint az alföldi klímához tartozik, kicsi hőmérsékleti inverzióval, száraz és enyhén száraz klímával, 10 és több Celsius-fokkal, rengeteg napfénnyel /évi 3000 – 3500 órányi napos idő/. Januárban az átlaghőmérséklet - 1 °C és -4 °C között mozog, júliusban 19,5 °C – 20,5 °C. Az évi hőmérsékleti kilengés 22 - 24 °C, a csapadékmennyiség pedig 530 – 630 mm között mozog.

#### Az időjárási tényezők jellemzése
Szenc területének éghajlati jellemzése Pozsonyban a Szlovák Hidrometeorológia Intézet éghajlati megfigyelései alapján lett kidolgozva. A kiválasztott időjárási jelenségeket meteorológia állomásokon /Királyfa, Bős, pozsonyi repülőtér/ mérték. A megfigyelés 2001 – 2010 közötti időszakban volt.

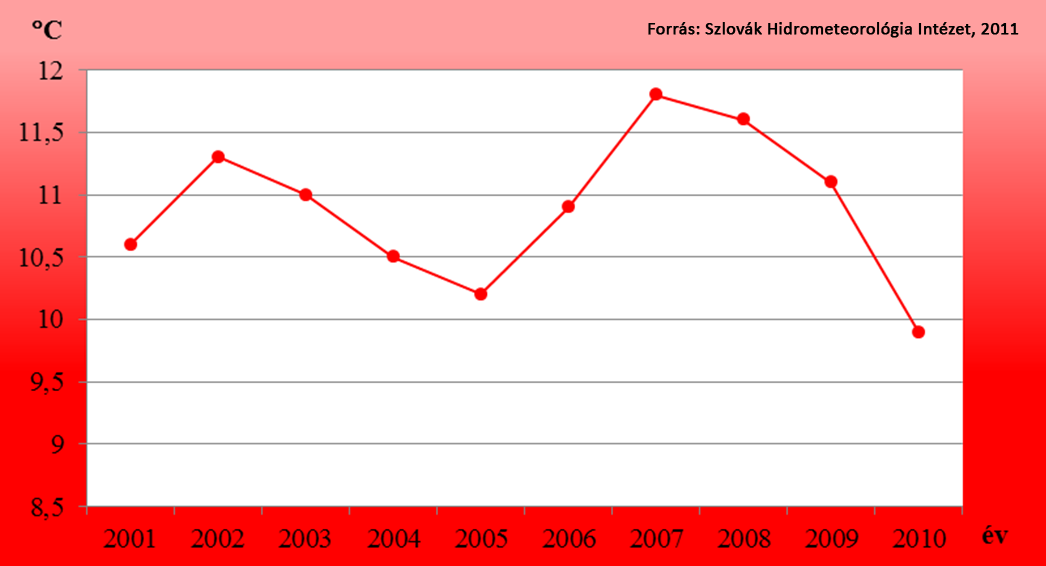
A levegő éves átlaghőmérséklete °C-ban Szencen 2001 - 2010 között /meteorológiai állomás Királyfa/

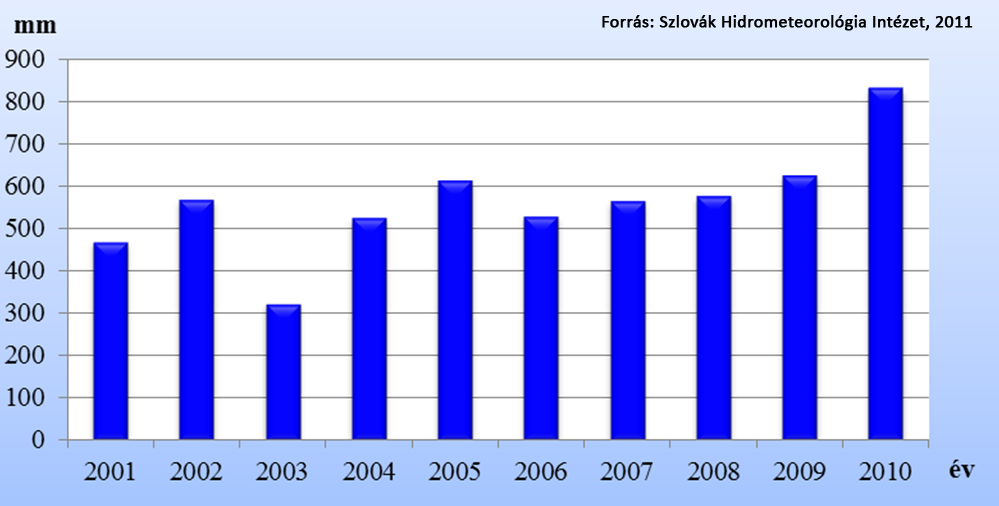
Éves csapadékmennyiség Szencen mm-ben 2001 - 2010 között /meteorológiai állomás Királyfa/

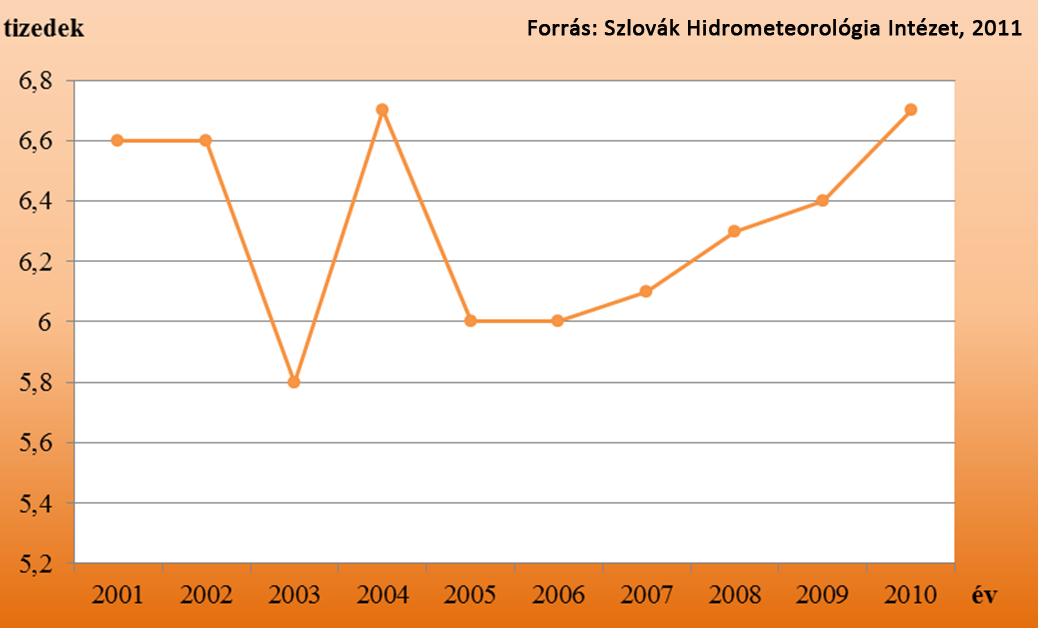
Éves átlagfelhősödés tizedekben Szencen 2001 - 2010 között /meteorológiai állomás Királyfa/

A meteorológiai állomásokon mért időjárási tényezők:
| Meteorológiai állomás | Időjárási tényezők |
| --------------------- | ------------------ |
| Pozsony repülőtér     | Légnyomás          |
| Bős                   | Napsugárzás        |
| Királyfa              | Hőmérséklet        |
| Királyfa              | Páratartalom       |
| Királyfa              | Borultság          |
| Királyfa              | Csapadék           |
| Királyfa              | Hótakaró           |
| Királyfa              | Szél               |

(Forrás: Szlovák Hidrometeorológia Intézet, 2011)
Szenc városának területén a levegő átlaghőmérséklete a megfigyelés ideje alatt 10,9 °C volt. Januárban a levegő átlaghőmérséklete – 0,4 °C volt, júliusban pedig 22,2 °C.
A levegő legmagasabb átlaghőmérséklete 22,6 °C /2006 júliusa/ a legalacsonyabb átlaghőmérséklet – 3,4 °C /2006 januárja/ volt. A tízéves megfigyelés /2001 - 2010/ ideje alatt a levegő abszolút hőmérsékleti maximumát 2007. július 20-án mérték, ennek értéke 38,3 °C volt. A levegő abszolút hőmérsékleti minimumát 2003. január 12-én mérték, értéke -21 °C-t volt. A 30 °C feletti napok száma a királyfai meteorológiai állomáson a megfigyelés ideje alatt 274 nap volt.
A trópusi napok száma Szencen 2001 - 2010 között /meteorológia állomás Királyfa/:
| Év          | 2001 | 2002 | 2003 | 2004 | 2005 | 2006 | 2007 | 2008 | 2009 | 2010 | Összesen |
| ----------- | ---- | ---- | ---- | ---- | ---- | ---- | ---- | ---- | ---- | ---- | -------- |
| Napok száma | 30   | 28   | 50   | 16   | 14   | 34   | 37   | 25   | 19   | 21   | 274      |

(Forrás: Szlovák Hidrometeorológia Intézet, 2011)
A második fontos időjárási tényező az légköri csapadék. Az évi, valamint a havi csapadékmennyiség a megfigyelés ideje alatt /2001 - 2010/ Szenc számára a királyfai meteorológia állomásról származik. Az átlagcsapadék-mennyiség a megfigyelés ideje alatt 564,1 mm volt. A legkisebb csapadékmennyiség 2003-ban /323 mm/, a legnagyobb pedig 2010-ben volt. Ekkor a csapadékmennyiség elérte a 832,2 mm-t . A csapadékmennyiség értéke 2003 márciusában 0,1 mm volt, ami kifejezetten alacsony értéknek számít. A csapadékmennyiség maximális értékét 2010 májusában mérték, amikor a havi csapadék elérte 153 mm-t.

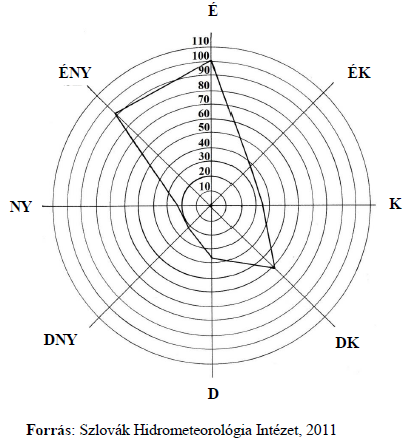
A szél iránya és mennyisége ‰-ben Szencen 2010-ben /meteorológia állomás Királyfa/

Szenc város területén a megfigyelés ideje alatt mért legalacsonyabb csapadékmennyiség 30,1 mm /február/, a legnagyobb, az augusztusban mért csapadékmennyiség pedig elérte a 73,3 mm értéket. A hótakaró kialakulása a megfigyelés ideje alatt csak egyszer volt októberben, mégpedig 2003-ban. Szenc városának területén a hótakaró megjelenése novemberre jellemző, ami 6 alkalommal volt megfigyelhető, decemberben és januárban pedig 3 alkalommal, ezt 2006-ban figyelték meg. A hótakaró eltűnése januárban kétszer, februárban háromszor, márciusban pedig ötször volt. A legtöbb nap, amikor 1 cm és nagyobb összefüggő hótakaró fedte a területet, 2010-ben volt, amikor elérte a 70 napot. A legalacsonyabb pedig 2003-ban volt, amikor csak 13 napig borította hótakaró a várost. A relatív páratartalom %-ban kifejezve a levegő vízgőzzel való telítettségét foglalja magába. A páratartalom relatív értéke a megfigyelés ideje alatt /2001 - 2010/ decemberben /85%/ és novemberben /84%/ volt a legmagasabb, a legalacsonyabb értéket pedig áprilisban /63%/ és júliusban /64%/ mérték.
Átlag havi páratartalom %-ban Szencen 2001 - 2010 között /meteorológiai állomás Királyfa/:
| Hónap              | I. | II. | III. | IV. | V. | VI. | VII. | VIII. | IX. | X. | XI. | XII. |
| ------------------ | -- | --- | ---- | --- | -- | --- | ---- | ----- | --- | -- | --- | ---- |
| Páratartalom %-ban | 82 | 78  | 71   | 63  | 67 | 66  | 64   | 67    | 73  | 80 | 84  | 85   |

(Forrás: Szlovák Hidrometeorológia Intézet, 2011)
A páratartalom relatív értéke 2010-ben volt a legmagasabb /77%/, a legalacsonyabb értéket pedig 2001-ben mérték /71%/. A légnyomás havi és évi átlagát, amely Szenc városának területére jellemző, a pozsonyi repülőtér meteorológiai állomásán hektopascalokban /hPa/ mérték.

A légnyomásmérő tengerszint feletti magassága 143,19 m. A mért értékekből megállapították, hogy az évi légnyomás folyamata kontinentális típusú volt, télen maximummal, nyáron minimummal. A megfigyelés ideje alatt csak a 2010-es év volt kivétel. A maximális értékeket márciusban /1000,1 hPa/, áprilisban /1001,1 hPa/ és októberben /1001,0 hPa/, a minimális értékeket pedig februárban /990,4 hPa/ és novemberben /991,1 hPa/ mérték. Szenc városa fölött az égbolt általában felhős. Reggel az égbolt nagyon felhős, este már kevésbé. A legtöbb felhő decemberben /8,0/, januárban /7,6/ és novemberben /7,6/, míg a legkevesebb áprilisban /5,3/ és augusztusban /5,2/ figyelhető meg.
A legalacsonyabb felhőviszonyok 2007 áprilisában /2,8/, a legmagasabbak pedig 2004 decemberében /8,6/ voltak megfigyelhetők.
A napsugárzás hossza, amely a Duna menti–síkságra jellemző, ezen belül még Szenc városának területére is, a bősi meteorológiai állomáson mérték. A napsütés évi átlagértéke a megfigyelés ideje alatt 2036,7 óra volt. A legtöbb napsütésen nap a júniusi, júliusi és az augusztusi hónapokra esik. A napsugárzás maximális értékét 2003 júliusában mérték, az értéke pedig 312,0 óra volt.
A széljárás meghatározásának éves adatai a királyfai meteorológiai állomás anemográfiai feljegyzéseiből származnak. A szélnél, mint vektormennyiségnél az irány van meghatározva, azaz hogy honnan fúj a szél a világrészek és a szél gyorsasága szerint. A 2010-es szélviszonyok egy nyolcrészes szélrózsán vannak feltüntetve. A grafikon szerint a szél számából és irányából megállapíthatjuk, hogy a legerősebb szél északról és északkeletről, a leggyengébb pedig délkeletről és keletről fúj. A szél átlagsebessége észak felől volt a legnagyobb /3,5 m/s/ a legkisebb átlagsebességet pedig kelet, északkelet felől mérték /1,1 m/s/.

### Szenc vízrajza

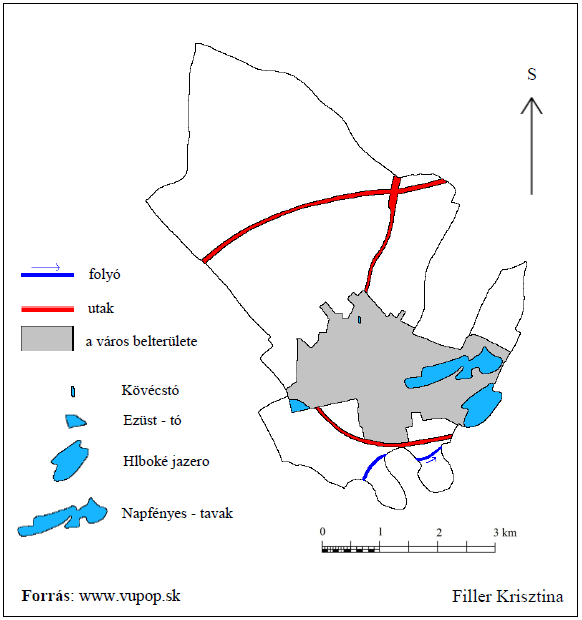
Szenc leglátogatottabb tavai

Szenc városának területén folyik a Fekete-víz, de találhatók itt állóvizek is. Ezek nagyrészt antropogén típusúak /az ember tevékenysége következtében alakultak ki/, továbbá és a talajvíz kisebb természeti forrásai, termálvíz források.
Szenc városa a Vág és a Fekete-víz vízgyűjtő területéhez tartozik, s egy olyan területhez, amelynek az átlag specifikus lefolyása 15 l. s−1. km−2.
Szenc város területén három hidrogeológiai régió található meg, északkeletről a neogén Nagyszombati-dombvidék, keletről a Duna menti-síkság délkeleti része, délkelet felől a Duna menti-síkság nyugati része.

#### Folyami vizek
A Fekete-víz a Kis-Dunának egy olyan mellékfolyója, amelyre a természetes alföldi folyás jellemző sok folyókanyarral. Forrása 130 m tengerszint feletti magasságban a Malý Javorník alatt a Kis-Kárpátokban, Szentgyörgytől /Svätý Jur/ nyugatra található és 115 méteres tengerszint feletti magasságban torkollik a Kis-Dunába. A folyómeder hossza 55,2 km, a vízgyűjtő területe 1257 km², a maximális magassága 215 m tengerszint feletti. A Fekete-víz Szenc városának területén 1,25 km hosszan folyik.
Cseklész /Bernolákovo/ profiljában a Fekete-víz vízgyűjtő területének hosszú távú átlag átfolyása 0,7 m³. s−1, a torkolatnál az évi átlag átfolyása 2000-ben 2,2 m³. s−1 volt. A Fekete-víz jobb oldali mellékfolyói a következők: Šábsky kanál, Strakatá voda, Ľadová voda, Vajnorský potok, Blahutov kanál a Chlebnický kanál. A Fekete-víz bal oldali mellékfolyói a következők: Dolný Dudváh, Stoličný potok, Mlynský potok, Slováčkov kanál, Blatina. Szenc városának területén a Fekete-víznek nincs mellékfolyója.

#### Állóvizek
Szenc városának területén három mesterségesen kialakított talajvíz bázisú tó található, amelyek kavicskitermeléssel keletkeztek. Szenc további tavai négy kisebb tó, amelyek közül három természetes úton és egy tavacska a téglagyárnál, amely a téglagyártáshoz szükséges nyersanyag kitermelésével keletkezett. A tavak felszínalatti vízzel vannak kitöltve.
Szenc városának területén a legnagyobb tó a Napfényes-tavak, amely kavics kitermelésével keletkezett a 19. században a Pozsony – Párkány vasútvonal építésekor. A tó területe több mint 100 ha, mélysége pedig eléri a 12 m-t. Rekreációs tevékenységre szolgál, a tó északi részén található az AQUAPARK. A második legnagyobb tó a Hlboké jazero, amely a déli területen található, közel a Napfényes tavakhoz. Kavics kitermelésével keletkezett, fiatalabb tó, mélysége helyenként eléri a 22 m-t is. A Ezüst-tó a kövecses tavak közül a legkisebb kiterjedésű. A terület nyugati részén található, s az útépítéshez használatos kavics baggerozásával keletkezett. A Kövécstó a löszös szőlőhegy domb alatti bemélyedésénél található. Természetes alapú és a vízszint kiegyenlítődéssel a tó területe a harmadára csökkent. A tó mai állapotát a többszöri területrendezés után a 20. század 60-as éveinek elején érte el. A Vályogvető-tónak természetes eredetű. Lecsapolással és földfeltöltéssel új területeket szereztek és a tó területe 2 árra csökkent. Jazierko Teheľňa agyag kitermelésével keletkezett a téglagyár rendeltetéseire. Jazero pri osade Martin egy kis bemélyedésnél található, amely két csatornához van kötve. A leglátogatottabb tavak: a Napfényes-tavak, a Hlboké jazero, az Ezüst-tó és a Kövécstó.

### Szenc talajviszonyai

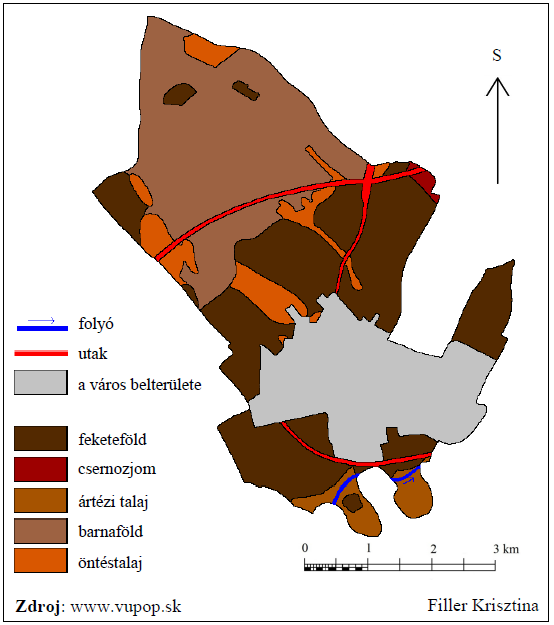
Szenc talajtípusai

A talajtípusok, altípusok és fajták neveit Csehszlovákia morfogenetikus osztályozási rendszere alapján használják. Szenc területén 20-féle talajtípust, altípust és fajtát fedeztek fel. Ezeket Szlovákia morfogenetikus besorolása szerint három csoportra osztjuk:
1. kezdeti
2. molikus
3. ilimerikus

#### Kezdeti talajok
A kezdeti talajok egy talajcsoport kezdeti talajképző folyamatokkal vagy különböző gátló tényezőkkel. 
Az ártézi talajok a vízfolyásokban, vízmedrekben fordulnak elő, ahol nemrég még árvizeknek, talajvízszint-süllyedésnek voltak kitéve. Szencen a következők fordulnak elő:

##### Tipikus karbonátos ártézi talajok
A déli területeken és a Fekete-víz medrétől délre találhatók, ezek közepesen kötött talajok.

##### Tipikus sekély ártézi talajok
A déli területeken és a Fekete-víz medrétől délre találhatók, ezek közepesen kötött és laza talajok.

##### Tipikus könnyű, a melegebb régiókban kiszáradt ártézi talajok
A déli ártéri területeken és a Fekete-víz északi partján találhatók, ezek laza, a melegebb régiókban pedig közepesen kötött talajok.
Az öntéstalajok nagyon vékony világos humusz horizontjuk van. A homokon, agyagon, márgán és löszön alakultak ki. Ott találhatók meg, ahol az eredeti talajok talajerózióval voltak eltávolítva. Ezen a területen előfordulnak:

##### Erodált löszös öntéstalaj és barnaföld
A termőréteg a löszből jön létre, ahol a barnaföld el van mosva. A régió dombjainak a nyugati és északi részén található. Közepesen kötött talajok.

##### Tipikus öntéstalajok, erodált barnaföld, vagy erodált márga és agyagtalajok
A régió északi részén fordulnak elő kis területen, közepesen kötött, vagy kötött talajok.

#### Molikus talajok
A molikus talajok egy talajcsoport a szerves anyagok felhalmozódásával és átalakulásával.
A feketeföld sötét humusz horizontú. Löszös és üledékes területeken fordulnak elő, ahol már régóta nem volt árvíz. Szencen a következők fordulnak elő:

##### Tipikus csernozjom
A szenci régió keleti határa mentén, nagyon kis területen fordul elő, magas az agyagtartalma. Kötött talaj.

##### Főleg karbonátos feketeföld
Szenc belterületétől északra és keletre található meg kis területen, és a Fekete-víz déli partján, közepesen kötött talaj.

##### Tipikus sekély, az alluviális üledékeknél többnyire karbonátos feketeföld
A város belterületétől délre fordul elő kis területen, és keleten Boldogfa és Réte között, közepesen kötött talaj.

##### Ártéri üledékeknél előforduló karbonátos feketeföld
A régió délnyugati és délkeleti részén fordul elő, közepesen kötött és kötött talaj.

##### Karbonátos üledékeknél előforduló kiszáradó tipikus feketeföld
A Fekete-víz medrétől délre és a délkeleti részén, a Napfényes tavak közelében fordul elő kis területeken, laza talaj.
Karbonátos üledékeknél előforduló tipikus feketeföld
Szenctől délkeletre és délnyugatra fordul elő, közepesen kötött talaj.

##### Tipikus löszös karbonátos feketeföld
A régió középső részén fordul elő, a várostól északra, közepesen kötött talaj.

##### Tipikusföld és löszös barnaföld
A régió keleti részén és északi részén Martin közelében elszórtan fordulnak elő, közepesen kötött talajok.

##### Tipikus feketeföld a homokos felületeken
A régió déli részén és néhol a városon belterületén is előforduló laza talaj.

##### Erodált feketeföld
A régió központi, nyugati és északnyugati részén fordul elő, közepesen kötött talaj.

#### Ilimerikus talajok
Az ilimerikus talajok egy talajcsoport transzlokációs és kolloid agyag részecskék felhalmozási folyamatokkal.
A barnaföld löszös és vékony könnyű humusz horizontú lösz agyagos részeken fordul elő. Szencen a következők fordulnak elő:

##### Tipikus löszös barnaföld
A régió északnyugati részén, kis területeken található, közepesen kötött talaj.

##### Tipikus barnaföld a löszös agyag területeken
A régió keleti és északkeleti határán fordul elő, közepesen kötött talaj.

##### Tipikus barnaföld löszös agyagos és poligénes agyagos területeken
A Márton - erdő környékén, nagy területeken fordul elő, közepesen kötött talaj.

##### Vályogos és poligénes barnaföld
Szenc északi részén fordul elő, közepesen kötött talaj.	

### Szenc élővilága

#### Szenc növényvilága

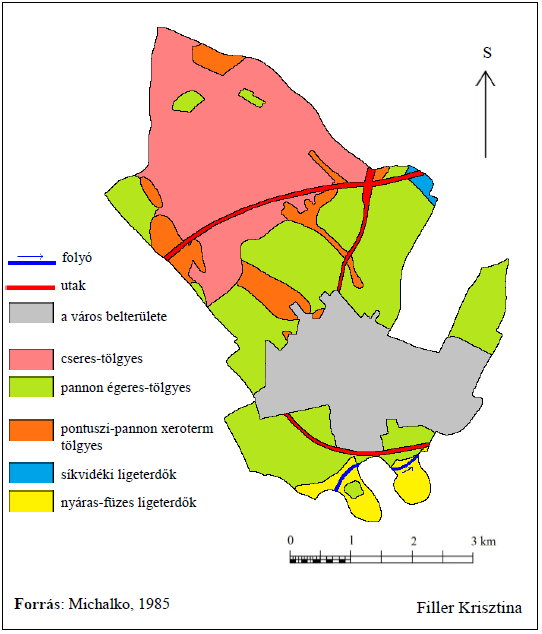
Szenc természetes vegetációja

Szlovákia növényföldrajzi felosztása szerint Szenc a pannon flórába tartozik a Duna - menti síkságon belül. E szerint Szenc a lombhullató erdők zónájába, a tölgyerdők zónájába és az alföldi zónákba sorolható. A régió déli része sík vidék, az északi pedig dombhátság.
A régió északi részén, a Márton - erdő környékén az összes tölgyfajtával találkozhatunk. Az erdő évtizedeken át ellenállt az emberi beavatkozásnak, ezért az zavartalanul fejlődhetett. A Szenci járásban ez a legértékesebb biocentrum. A gyógynövények közül előfordul a gumós macskahere /Phlomis tuberosa/ és a pusztai meténg /Vinca herbacea/. A viszonylag ritka molyhos tölgy /Quercus pubescens/, a csertölgy /Quercus cerris/ és a tatár juhar /Acer tataricum/ Szlovákia területén itt fordulnak elő a legnyugatabbra. A Márton - erdő még a délkelet - európai erdőkhöz tartozik.

Növényvilága gazdag, a NATURA 2000 részét képezi, és a löszös juhar-tölgyes erdők része.
A Márton - erdő cserjeszintjén számos fagyal /Ligustrum vulgare/, kökény /Prunus spinosa/ és ükörkelonc /Lonicera xylosteum/ van. A gyepszint szintén gazdag. Megjelenik itt a gyöngyvirág /Convallaria majalis/ és az erdei gyöngyköles /Lithospermum purpureo-coeruleum/.
A csehszlovákiai geobotanikai térképek szerint Szenc természetes vegetációjú területét a következő vegetációs egységek alkotják:

##### Nyáras-füzes ligeterdő
Szenc déli határát alkotják. Puha ártéri erdők, fűz-nyár erdők és bokorfüzesek egyaránt előfordulnak itt. A domináns növények a következők: mandulalevelű fűz /Salix triandra/, fehér fűz /Salix alba/, csigolyafűz /Salix purpurea/, fehér nyár /Populus alba/, fekete nyár /Populus nigra/ és a mézgás éger /Alnus glutinosa/.

##### Alföldi ligeteerdők
A régió keleti részén terülnek el a feketföldön. Kőrises sziles és tölgyes sziles erdőtársulásokat alkotnak. A lombkoronaszintet kemény ártéri fák alkotják; kocsányos tölgy /Quercus robur/, kőris /Fraxinus/. A cserjeszinten veresgyűrűs som /Swida sanguinea/, kárpáti som /Swida hungarica/ és közönséges kecskerágó nő. A gyógynövények közül az erdei szálkaperjével /Brachypodium sylvaticum/, a változó boglárkával /Ranunculus fallax/ és az óriás csenkesszel /Festuca gigantea/ találkozhatunk.

##### Pannon égeres-tölgyes
A régió dombhátos területein húzódnak a feketeföldön. Tipikus növények: kocsányos tölgy /Quercus robur/, hamvas tölgy /Quercus pedunculiflora/, mezei juhar /Acer campestre/, fekete bodza /Sambucus nigra/, vesszős fagyal /Ligustrum vulgare/.

##### Pontuszi-pannon xeroterm tölgyes
Kis területeken fordulnak elő. Erdősztyeppi és szubmediterrán növényfajokban nagyon gazdagok. Domináns fajok a hamvas tölgy /Quercus pedunculiflora/, olasz tölgy /Quercus virgiliana/, csertölgy /Quercus cerris/, erdélyi kocsánytalan tölgy /Quercus polycarpa/, tatár juhar /Acer tataricum/, mezei juhar /Acer campestre/, a cserjeszinten a vesszős fagyal /Ligustrum vulgare/, a varjútövis /Rhamnus catharticus/ és a húsos som /Cornus mas/. A gyeptársulások is gazdagok: pusztai csenkesz /Festuca rupicola/, erdei gyöngyköles /Buglossoides purpurocaerulea/.

##### Cseres-tölgyes
A régió északi részén, a barnaföldön fordulnak elő. Kis területen a dárdás karéjú kocsánytalan tölgy /Quercus dalechampii/, az erdélyi kocsánytalan tölgy /Quercus dalechampii/, a hamvas tölgy /Quercus pedunculiflora/, a csertölgy /Quercus cerris/ és a mezei juhar /Acer campestre/ domináns. A cserjeszintet a vesszős fagyal /Ligustrum vulgare/, a kökény /Prunus spinosa/ és a parlagi rózsa /Rosa gallica/ alkotja. A gyepszint is gazdag. Ide tartozik: fekete led /Lathyrus niger/, fűrészfű /Serratula tinctoria/.

#### Szenc állatvilága
Szlovákia állatföldrajzi felosztása szerint Szenc élővilága a pannon sztyeppek közé tartozik. A környéken szárazságkedvelő és vízi élővilág fejlődött ki, mely az alföldi tájhoz kötődik. A régió északi részén, a Márton - erdőben, a Fekete-víz folyásától délre és az ártéri erdőkben szárazságkedvelő állatok élnek. Vízi faunával a mesterségesen létesített kavicstavakban, a Fekete-víz eredeti medrében és a mesterséges folyómederben találkozhatunk.
A Márton - erdő avarszintjén apró gerinctelenek, félrovarok /Protura/, ugróvillások /Collembola/, lábaspotrohúak /Diplura/ és barna százlábúak /Lithobius forficatus/ élnek.

##### Gerinctelenek /Evertebrata/
A régióban a gerincteleneket a következő fajok képviselik: puhatestűek /Mollusca/, pókok /Aranea/, bogarak /Coleoptera/, hártyásszárnyúak /Hymenoptera/, ízeltlábúak /Arthropoda/, szöcskék /Ensifera/, szitakötők /Odonata/.
A puhatestűek közül találkozhatunk a nagy borostyánkőcsigával /Succinea putris/, éti csigával /Helix pomatia/, fehérszájú kerti csigával /Cepaea hortensis/.

A pókok közül itt élnek a keresztes pókok /Araneidae/, márványos keresztespókok /Araneus marmoreus/ és a fehér karolópókok /Thomisus onustus/.
A bogarak az élőlények legnépesebb csoportját alkotják. A virágok beporzásában fontos szerepe van az aranyos rózsabogárnak /Cetonia aurata/, a tőröspoloskának /Troilus luridus/ és a kék fadongónak /Xylocopa violacea/. Az erdőkben előfordulnak orrszarvúbogarak /Oryctes nasicornis/, nagy szarvasbogarak /Lucanus cervus/, májusi cserebogarak /Melolontha melolontha/.
A hártyásszárnyúak közül a gubacsdarázs /Cynips quercus/ a tölgyek levelein él. A közönséges szúnyog pedig az emberek életét teszi kellemetlenebbé.
Az ízeltlábúak közül tavasszal az erdőben kis Apollo-lepkék röpködnek, a tisztásokon pedig kéköves bagoly /Catocala fraxini/, gyászlepke /Nymphalis antiopa/, sakktáblalepke /Melanargia galathea/. A fokozottan védett lepkék közé a fecskefarkú lepke /Papilio machaon/ és a kardoslepke /Iphiclides podalirius/ tartozik.
A szitakötők közül a laposhasú acsa /Libellula depressa/, a sávos szitakötő /Calopteryx splendens/ és a lomha rabló /Lestes sponsa/ a tavak és a Fekete-víz környékén él.

##### Gerincesek (Vertebrata)
Szencen a kétéltűek /Amphibia/, hüllők /Reptilia/, halak /Osteichthyes/, emlősök /Mammalia/ és a madarak /Aves/ is képviselve vannak.
A kétéltűek közül veszélyeztetett fajok közé tartozik a tavi béka /Rana ridibunda/, az erdei béka /Rana dalmatina/ és a zöld varangy /Bufo viridis/.
A hüllők közül a vízisikló fordul itt elő, melynek kedvez az ártéri erdők nedvessége és árnyékossága. A Márton - erdőben él az erdei sikló /Elaphe longissima/, amelynek hossza elérheti a 2 métert is.
Halak élnek a Fekete-vízben és a mesterségesen kialakított tavakban is. A Napfényes - tavakban él a legtöbb féle hal: európai angolna /Anquilla anquilla/, európai harcsa /Silurus glanis/, szélhajtó küsz /Alburnus alburnus/, fenékjáró küllő /Gobio gobio/, közönséges kárász /Carassius, carassius/, ponty /Cyprinus carpio/, bodorka /Rutilus rutilus/. A Fekete-víz medrében megtalálható a balin /Aspius aspius/, a paduc /Chondrostoma nasus/ és a magyar bucó /Zingel zingel/.
Szenc területén különböző emlősállat él. A Márton - erdőben rovarevők élnek, mint a közönséges vakond /Talpa europaea/ és az erdei cickány /Sorex araneus/. Megtalálható itt a kislábú erdeiegér /Apodemus microps/ és a nyuszt /Martes martes/ is. Az utóbbi években az alföldi erdőkben elszaporodott a vaddisznó /Sus scrofa/ és az európai őz /Capreolus capreolus/. A mezei nyúllal minden száraz helyen találkozhatunk. A vízipocok /Arvicola terrestris/ élete a vízhez van kötve. Ezen kívül találkozhatunk még vörös rókával /Vulpes vulpes/, mezei hörcsöggel /Microtus alvaris/, házi egérrel /Mus musculus/ és vándorpatkánnyal /Rattus norvegicus/.
A madárfajok változatossága nagyon nagy. A ragadozók közé az egerészölyv /Buteo buteo/ és a héja /Accipiter gentilis/ tartozik. A baglyok közül találkozhatunk a macskabagollyal /Strix aluco/, fülesbagollyal /Asio otus/, gyöngybagollyal /Tyto alba/ és a füleskuvikkal /Otus scops/. Rajtuk kívül itt él a kis fakopáncs /Dendrocopos minor/, a nagy fakopáncs /Dendrocopos major/, a zöld küllő /Picus viridis/, a kakukk /Cuculus canorus/, az erdei pityer /Anthus trivialis/ és a vadgerle /Streptopelia turtur/.
Az énekesmadarak közül jelentős a fülemüle /Luscinia megarhynchos/, a barátposzáta /Sylvia atricapilla/, az erdei pinty /Fringilla coelebs/, a csilpcsalpfüzike /Phylloscopus collybita/, a függőcinege /Remiz pendulinus/ és a gyurgyalag /Merops apiaster/.
A Napfényes - tavakat rendszeresen látogatják a bütykös hattyúk /Cygnus olor/, a szárcsák /Fulica atra/, a dankasirályok /Larus ridibundus/ és a tőkés récék /Anas platyrhynchos/.
A városi környezetben él a füsti fecske /Hirundo rustica/, a házi rozsdafarkú /Phoenicurus ochruros/, a molnárfecske /Delichon urbica/ és a házi veréb /Passer domesticus/.

## Environmentális jellemzés
Szlovákia environmentális - környezeti regionalizációja szerint Szenc környéke nem tartozik a jelentősen károsodott környezetek közé. Ez a terület a mérsékelten szennyezett környezet közé tartozik. A környezet minőségének felmérésekor figyelembe kell venni a levegő, a víz, a talaj, az ásványok és az organizmusok szennyezésének mértékét.
A levegő szennyezésében legnagyobb szerepet a Doprastav Bratislava a. s., a Dalkia Senec és a boldogfai úton lévő kazánházak játsszák. A szennyezéshez hozzájárulnak a kisebb vállalatok és a középületek kazánjai is. 2005-ben javult a levegő minősége. A levegőt a közúti közlekedés is erősen szennyezi.
A felszíni vizek tisztasága nem megfelelő. A Fekete - vizet szennyezi a szennyvíztisztító telep, amely minőségileg nincs a megfelelő szinten. A felszíni vizek minőségileg a biológiai szennyezés szerint a IV. osztályba tartoznak. A felszín alatti vizek szennyezéséről az ember tehet, mivel a mezőgazdaságban rengeteg vegyi anyagot juttat a talajba.
A talajszennyezéshez hozzájárul a mezőgazdaságban használt nagy mennyiségű műtrágya. Egy másik rontó tényező a víz- és szélerózió a löszös talajokon, északon. Az alapkőzetet szennyezik az illegális szemétlerakók.
A zajterhelés főleg a közúti forgalomnak ,,köszönhető”.

## Szenc társadalomföldrajza

### Szenc rövid történelmi áttekintése
A terület már az újkőkorszakban /Kr. e. 5500 - 3500/ is lakott volt, erről különféle régészeti leletek /főleg agyagedények/ tanúskodnak. Kerültek elő leletek a bronzkorszakból /gyűrűk, tű, bronzdíszek/ és a vaskorszakból is /csákány, fülbevalók, kések/. A Római Birodalom tündöklése idején a környék a római határvonalon feküdt. A korai középkorban különféle szláv népek éltek itt, később a terület a Magyar Fejedelemség, majd a Magyar Királyság részévé vált.
Szenc első írásos említése – Roland nádor és pozsonyi ispán adománylevelében – 1252-ből származik. 1335-től a főtéren keddenként heti vásárokat tartottak. Különböző okiratok maradtak fenn a 14., 15. és a 16. századból, melyek Szenc akkori közigazgatási helyzetéről számolnak be. 1715-ben a település az Eszterházyak birtokába került, akik kastélyt építtettek a városban /az épület ma Kis Stiftként ismeretes/. 1773-ban Szencen női fegyintézet létesült. 1845-ben megkezdődött a kavicsbányászat a Pozsony-Szenc-Galánta vasútvonal kapcsán. 1853-ban megalakult a Szenci Posta.
	1920-ban a trianoni békeszerződés értelmében a város Csehszlovákiához került, majd 1938 – 1945 között újra Magyarországhoz tartozott. 1960-tól a Pozsony - vidék közigazgatási egység részét képezi, 1996-tól pedig a Szenci járás központja.

### Szenc lakossága

#### A lakosság számának változásai
Az első, 1768-as népszámlálás szerint Szencnek 1032 lakosa volt. 1869-ben a város 2837-en lakták. Ettől az évtől 10 - 11 évenként már rendszeresen tartottak népszámlálást.
A pozitív gazdasági helyzetnek köszönhetően a 20. század első éveiben fokozatosan nőtt Szencen a lakosság száma, 1920-ra már 4655 főt tett ki. A háborús időkben a népszámlálás elmaradt, 1950-ben a lakosok száma 5899 volt. A 70-es és 80-as években egyre többen költöztek a környékre, így a város lakossága 1991-ben elérte a 14 357-et, 2011-ben pedig a 17 050 főt.

#### A lakosság természete és mesterséges szaporulata
A demográfiát alapvetően két tényező, a natalitás /születések száma/ és a mortalitás /elhalálozások száma/ befolyásolja. A születések száma 2001-től folyamatosan nő, az elhalálozások száma azonban nem mutat semmiféle szabályosságot.
A lakosság természetes szaporulata abszolút értékben és ‰-ben Szencen 2001 - 2010 között:
| Év                           | 2001 | 2002 | 2003 | 2004  | 2005  | 2006  | 2007  | 2008  | 2009  | 2010  |
| ---------------------------- | ---- | ---- | ---- | ----- | ----- | ----- | ----- | ----- | ----- | ----- |
| Natalitás abszolút értékben  | 125  | 94   | 151  | 164   | 189   | 177   | 183   | 203   | 223   | 244   |
| Natalitás ‰-ben              | 8,20 | 6,16 | 9,85 | 10,54 | 12,01 | 11,13 | 11,38 | 12,46 | 13,58 | 14,65 |
| Mortalitás abszolút értékben | 97   | 112  | 105  | 108   | 113   | 119   | 114   | 119   | 115   | 133   |
| Mortalitás ‰-ben             | 6,37 | 7,34 | 6,85 | 6,94  | 7,18  | 7,49  | 7,09  | 7,30  | 7,00  | 7,99  |

(Forrás: Szenci Városi Hivatal, 2011)
A bevándorlás mértéke a 2001 – 2011-es időszakban 2001-ben volt a legkisebb /283 fő költözött be/, a legnagyobb pedig 2010-ben /563 fő költözött be/. A kivándorlás mértéke ugyanezen időszakban 2006-ban volt a legkisebb /235 fő költözött el/, a legnagyobb pedig 2010-ben /379 fő költözött el/.
A lakosság mesterséges szaporulata abszolút értékben és ‰-ben Szencen 2001 - 2010 között:
| Év                          | 2001  | 2002  | 2003  | 2004  | 2005  | 2006  | 2007  | 2008  | 2009  | 2010  |
| --------------------------- | ----- | ----- | ----- | ----- | ----- | ----- | ----- | ----- | ----- | ----- |
| Imigráció abszolút értékben | 283   | 402   | 479   | 398   | 387   | 365   | 403   | 484   | 467   | 563   |
| Imigráció ‰-ben             | 18,57 | 26,34 | 31,24 | 25,58 | 24,59 | 22,96 | 25,05 | 29,71 | 28,44 | 33,80 |
| Emigráció abszolút értékben | 286   | 316   | 299   | 272   | 304   | 235   | 265   | 342   | 339   | 379   |
| Emigráció ‰-ben             | 18,77 | 20,70 | 19,50 | 17,48 | 19,32 | 14,78 | 16,47 | 20,99 | 20,65 | 22,76 |

(Forrás: Szenci Városi Hivatal, 2011)

#### Lakosságeloszlás
A lakosságot kor szerint feloszthatjuk munkaképességük alapján munkaképes életkor előtti időszak /0-14 évesek/, munkaképes életkor időszaka /15-64 évesek/ és munkaképes életkor utáni időszak /64+ évesek/. Ha a gyermekkorúak számát elosztjuk az időskorúak számával, az így kapott értéket beszorozzuk százzal, akkor megkapjuk az öregedési index értékét. Szenc esetében az öregedési index 2011-ben 189,67% volt, tehát a lakosság elöregedéséről beszélhetünk.
A lakosság nem szerinti megoszlását a feminitási index /hány férfi jut 1 000 nőre/ és a maszkulinitási index /hány nő jut 1 000 férfira/ befolyásolja. A 2011-es népszámlálás szerint Szenc lakosainak 51,39%-a nő /8 762 fő és 1057,2 ‰ a feminitási index/ és 48,61%-a férfi /8 288 fő és 945,9 ‰ a maszkulinitási index/.
A lakosság kor szerinti felosztása abszolút értékben és ‰-ben Szencen 1970-ben, 1980-ban, 1990-ben, 2001-ben, 2011-ben:
| Év                  | 1970   | 1980   | 1991   | 2001   | 2011   |
| ------------------- | ------ | ------ | ------ | ------ | ------ |
| Férfiak száma       | 4226   | 5306   | 7002   | 7109   | 8288   |
| Nők száma           | 4305   | 5466   | 7355   | 7564   | 8762   |
| Maskulinitási index | 981,6  | 970,7  | 952,0  | 939,8  | 945,9  |
| Femminitási index   | 1018,7 | 1030,2 | 1050,4 | 1064,0 | 1057,2 |

(Forrás: Fedor, 2004)

#### A lakosság nemzetiségi és vallási hovatartozása
2011-ben a lakosság 68,06%-a szlováknak, 14,7%-a magyarnak, 0,69%-a csehnek, 0,11%-a ukránnak, 0,08%-a lengyelnek, 0,07%-a pedig morvának vallotta magát. Az összlakosságból 2752-en, azaz a lakosság 15,79%-a nem vállalta fel nemzetiségét.
Ugyanebben az évben a lakosság 55,53%-a a római katolikus, 6,41%-a pedig az evangélikus vallás követőjének nevezte meg magát. A népszámlálási adatok tanúsága alapján a lakosok 15,4%-a nem hívő.

### Szenc gazdasága

#### Mezőgazdaság, erdőgazdálkodás
A kedvező környezeti feltételeknek köszönhetően a mezőgazdaság már a kezdetektől fontos szerepet tölt be a város és a környék életében. A 16. századig egyedül a mezőgazdaság biztosította a helyiek számára a megélhetést. A 18. századtól kezdve szerepe fokozatosan csökkent. 1950-től 1989-ig a Szenci Egységes Földművesszövetkezet irányítása alatt folyt a gazdálkodás. Ma főleg magánszemélyek /Černay Zdenek, Olasz József/ birtokolják és gazdálkodnak a termőföldeken.
A környéken leginkább gabonát /búza, árpa/, kukoricát, olajnövényeket /napraforgó, repce/, burgonyát és hagymát termesztenek.
A Szenchez tartozó területek 12%-át /500 ha/ erdő borítja, melyből csupán 1 ha a természetvédelmi terület.

#### Nyersanyag-kitermelés, ipari tevékenység
A területen 1845-ben kezdődött meg a kavicsbányászat, amely hosszabb-rövidebb megszakítással a mai napig is tart. A bányászat eredményeként jött létre a 116 ha alapterületű, napjainkban is közkedvelt üdülőközpont, a Napfényes - tavak.
Az ipari tevékenység kezdetei a városban a 20. század első felére nyúlnak vissza. Szencen 1908-ban villanyárammal működő malom, majd 1921-ben téglagyár létesült. Az ipar ezután már csak az 1989-es rendszerváltás után lendült fel újra; ekkor jöttek létre, illetve költöztek a városba különböző új vállalatok. A ma is működő cégek közül a legjelentősebbek az Elv Produkt a. s. /acélkábelek előállítása, telefonpóznák gyártása/; a Königfrankstahl s. r. o., Cotting Engineering s. r. o., Syde s. r. o. /fémmegmunkálás/; D&D interpol s. r. o., TGB Plast s. r. o. /műanyagfeldolgozás/; BMB Senec s. r. o., Mäso-Mospol s. r. o., Akvana s. r. o. /élelmiszeripar/; Drevorez Group s. r. o., Ariv Amaru s. r. o. /famegmunkálás/.

#### Kis- és nagyvállalatok
Az utóbbi években a városban több bevásárlóközpont is létesült. Ezek főleg különféle üzletláncok kihelyezett részlegei. Ide sorolható a TESCO, LIDL, KAUFLAND, BILLA, JEDNOTA, CBA, SAMOŠKA.
A magánkézben lévő kisebb vállalkozások főleg textil, ruhanemű, cipő és bútor árusításával foglalkoznak. A fodrász- és kozmetikai szalonok is egyre népszerűbbek.

#### Közlekedés, fuvarozás, raktározás
Szenc közlekedési csomópontban fekszik, a Pozsony - Galánta, a Pozsony - Nyitra és a Pozsony - Nagyszombat útvonalak találkozásánál.
A városon belüli közlekedést egy, az önkormányzat tulajdonában, egy pedig a Holiday Village vállalat tulajdonában lévő kisvonat biztosítja, valamint egy városi busz. A közúti személyszállításról a Slovak Lines a. s., a SAD Dunajská Streda a. s., a TURANCAR és az L+L s. r. o. busztársaságok, a közúti teherszállításról pedig a Transaport Padrosa s. r. o., az Avas Trans s. r. o. és a Stromm s. r. o. gondoskodnak.
Szencen a D1-es autópálya, valamint az osztrák határ közelsége miatt egy 45 710 m² alapterületű logisztikai központ is épült.

### Turizmus
Szenc a turisták által kedvelt helységnek számít. Évente a világ több mint 20 országából egymillió turista érkezik a városba. A kirándulók főleg a szenci Napfényes-tavak üdülőterületet látogatják, ahol jól felszerelt strandok, játszóterek, sportpályák és különböző programok várják a vendégeket. A tavak északi oldalán kiépült az AQUAPARK néven ismert fürdő- és élményközpont is.
A város legnagyobb forgalmú szállodái a Hotel Senec, Hotel Zátoka, Hotel Delfín, Hotel Nostalgia, legkeresettebb éttermei a Nostalgia, Troya bar & restaurant, Holiday Village és a Lobster.
A turisták gyakran keresik fel a város történelmi épületeit és egyéb nevezetességeit is /Szégyenoszlop, Immaculata - szobor, zsinagóga, Szent Miklós plébániatemplom, Szentháromság kápolnája, Kis-Stift, Nagy-Stift/.

### Oktatás
A városban nyolc óvoda /közülük egy magyar tanítási nyelvű: Szenczi Molnár Albert óvoda/, három általános iskola /magyar tanítási nyelvű a Szenczi Molnár Albert Alapiskola/ és három középiskola /magyar tanítási nyelvű a Szenczi Molnár Albert Gimnázium és Szakközépiskola/ működik.
Az említett oktatási intézményeken kívül a városban működik még három művészeti iskola és egy speciális iskola a fogyatékkal élő gyermekek számára.

### Egészségügy
A környékbeliek egészségéről nyolc körzeti orvos és öt gyermekorvos gondoskodik. A speciális esetekkel 12 szakorvos foglalkozik. A városban kilenc fogorvosi rendelő és hét gyógyszertár is található. A lakosság egészségügyi ellátásáról Pozsony egyes kórháza gondoskodnak.

### Művészet és kultúra
A szenci kulturális események legtöbbször a kultúrházban, a városi könyvtárban, a szabadtéri moziban, a városi múzeumban, a templomokban vagy a város utcáin zajlanak. Ezen eseményeken a helyi szervezetek közül rendszeresen fellép a Radosť énekkar, a Rigó színjátszó csoport, a SETAS tánccsoport, az Akcent Live zenekar és sokan mások.
Minden évben megrendezik a Szenci Nyár Évadnyitó Fesztivált, a Nagy Nyári Karnevált, az Almanapot, és rengeteg egyéb kulturális eseményt.
A szenci magyar összejövetelek és műsorok szervezője és támogatója a CSEMADOK.